# Păduroiu din Vale
Păduroiu din Vale – wieś w Rumunii, w okręgu Ardżesz, w gminie Poiana Lacului. W 2011 roku liczyła 782 mieszkańców.